# Impatiens oreophila
Impatiens oreophila är en balsaminväxtart som beskrevs av Triboun och Suksathan. Impatiens oreophila ingår i släktet balsaminer, och familjen balsaminväxter. Inga underarter finns listade i Catalogue of Life.